# Viktor von Strauss und Torney
Viktor Friedrich von Strauss und Torney, född den 18 september 1809 i Bückeburg, död den 1 april 1899 i Dresden, var en tysk författare. Han var farfar till Lulu von Strauss und Torney. 
von Strauss und Torney var 1850–1866 representant för Schaumburg-Lippe i tyska förbundsdagen och anslöt sig därunder till de ortodox-konservativa. Han utgav flera, i viss mån politiskt och religiöst tendentiösa, arbeten: Gedichte (1841), den episka dikten Reinwart Löwenkind (1874), dramerna Polyxena (1851) och Judas Ischariot (1856), Erzählungen (3 band, 1854–55) med mera. Dessutom översatte von Strauss und Torney den kinesiska diktsamlingen "Schiking" (1880).